# Holocentropus omega
Holocentropus omega is een fossiele soort schietmot uit de familie Polycentropodidae.